# Tadeusz Bojakowski
Tadeusz Bojakowski (ur. 18 września 1912, zm. 9 maja 1941) – sierżant pilot Polskich Sił Powietrznych w Wielkiej Brytanii.

## Życiorys
W czasie kampanii wrześniowej 1939 walczył w składzie 41 eskadry rozpoznawczej. Po utraceniu wszystkich samolotów przez jednostkę, jej rzut kołowy od 15 września rozpoczął ewakuację poprzez Kołomyję i Kuty do Rumunii. Granicę przekroczył 18 września. Z Rumunii ewakuował się do Francji i dalej do Wielkiej Brytanii, gdzie dotarł w czerwcu 1940. W Anglii wstąpił do Polskich Sił Powietrznych, otrzymał numer służbowy RAF 780232. Po przeszkoleniu został przydzielony do 301 dywizjonu bombowego Ziemi Pomorskiej „Obrońców Warszawy”. W okresie Bitwy o Anglię brał udział w atakach na niemieckie barki inwazyjne w portach Bolougne i Calais.
9 maja 1941 roku załoga w składzie: sierż. Tadeusz Bojakowski, ppor. Władysław Brzozowski, por. Stanisław Rewkowski, sierż. Antoni Lipecki, por. Ignacy Dudek, sierż. Konstanty Gołębiowski wystartowała na samolocie Wellington Mk IC GR-M nr R 1227 do lotu bojowego z lotniska w Swinderby. Załoga wykonywała zadanie bombardowania Bremy. Samolot został zestrzelony prawdopodobnie w drodze powrotnej przez obronę przeciwlotniczą. Wszyscy członkowie załogi zginęli.

## Ordery i odznaczenia
- Krzyż Srebrny Orderu Virtuti Militari nr 9056,
- Krzyż Walecznych – dwukrotnie,
- Medal Lotniczy.